# Roc de les Forques
El Roc de les Forques és una muntanya de 1.162 metres que es troba al municipi d'Alàs i Cerc, a la comarca de l'Alt Urgell.